# واکنشگاه غشایی
واکنشگاه غشایی 

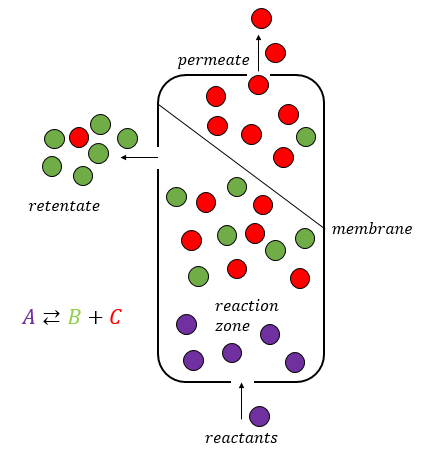
طرحی از یک راکتور غشایی

یا بایوراکتور غشایی ترکیب فرآیندهای بیولوژیکی با جداسازی غشای یکی از جدیدترین تکنولوژی‌های تصفیه فاضلاب می‌باشد که به سرعت در حال رشد در این صنعت است. راکتورهای بیولوژیکی (Membrane bio reactor) که از یک راکتور بیولوژیکی (بیوراکتور) با بیومس معلق و غشاهای میکروفیلتراسیون با قطر منافذ 4-1 میکرون جهت جداسازی جامدات تشکیل شده‌اند، دارای کاربردهای زیادی در تصفیه فاضلاب هستند. این سیستم‌ها ممکن است با بیورآکتورهای دارای بیومس معلق هوازی یا بی‌هوازی استفاده شوند. سیستم‌های غشا می‌توانند فاضلاب خروجی را به کیفیت فاضلاب خروجی حاصل از ترکیب ته‌نشینی ثانویه و میکروفیلتراسیون برسانند؛ جایگزین واحدهای ته‌نشینی، فیلتراسیون شنی و گندزدایی می‌شوند که در روش‌های سنتی لجن فعال برای جداسازی مواد معلق استفاده می‌شدند.
سیستمهای MBR علاوه براینکه کیفیت خروجی بسیار بالایی دارند، مساحت کمتری را نسبت به سیستم‌های سنتی اشغال می‌کنند و در مقابل شوک‌های تغییرات ورودی مقاوم‌ترند. تکنولوژی MBR موجب عملکرد فرآیند بیولوژیکی با دوره طولانی عمر لجن ( معمولاً بین 20 تا 100 روز) و افزایش غلظت mix liquor suspended solid در محدوده    mg/Lit 8000 -15000 می‌شود. غلظت‌های زیاد MLSS و میزان بالای SRT مزایای زیادی را شامل خواهد شد که عبارتند از تثبیت عملکرد لجن فعال، نیترفیکاسیون کامل و کاهش تولید لجن مازاد. غلظت بالای MLSS همچنین موجب کاهش حجم مورد نیاز هوادهی به مقدار 30 تا 50 درصد در مقایسه با روش سنتی است.
سیستم‌های MBR ممکن است با بیوراکتورهای دارای بیومس معلق هوازی یا بی‌هوازی استفاده شوند. سیستم‌های غشا می‌توانند فاضلاب خروجی را به کیفیت فاضلاب خروجی حاصل از ترکیب ته نشینی ثانویه و میکروفیلتراسیون برسانند.  MBR‌ها برای تصفیه فاضلاب‌های بهداشتی و صنعتی و استفاده مجدد آب کاربرد دارند.